# جاي جاي فيليبس
جاي جاي فيليبس (بالإنجليزية: J. J. Phillips)‏ (1944)؛ كاتِبة وشاعرة أمريكية.